# Sites préhistoriques et grottes ornées de la vallée de la Vézère
Les sites préhistoriques et grottes ornées de la vallée de la Vézère constituent un ensemble de sites préhistoriques exceptionnels, répartis sur une quarantaine de kilomètres le long de la vallée de la Vézère entre Les Eyzies-de-Tayac et Montignac, en Dordogne, région Nouvelle-Aquitaine, en France.

## Inscription au patrimoine mondial
Ces sites ont été inscrits au patrimoine mondial par l’Unesco en octobre 1979. L’inscription concerne essentiellement des grottes ornées, parmi les plus importantes pour l’étude de l’art pariétal du Paléolithique supérieur, mais aussi un certain nombre de sites archéologiques.
La description du bien culturel classé par l’Unesco mentionne 147 gisements paléolithiques et 25 grottes ornées, dans une zone de 30 km sur 40 km environ, ainsi que les centaines de milliers de vestiges lithiques osseux et artistiques qui y ont été découverts : 500 000 objets en silex taillé, 844 ustensiles divers et œuvres artistiques.
Une liste exhaustive de tous les sites concernés ne peut être dressée ici, mais certains gisements et grottes sont inscrits nominativement.

### Liste des principaux sites inscrits cités par l’Unesco

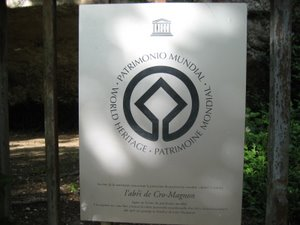
Plaque à l'abri de Cro-Magnon

| Site                                                           | Remarque                             | Coordonnées                     | Commune                                     |
| Grottes ornées                                                 | Grottes ornées                       | Grottes ornées                  | Grottes ornées                              |
| -------------------------------------------------------------- | ------------------------------------ | ------------------------------- | ------------------------------------------- |
| Abri du Poisson                                                | visites sur RDV                      | 44° 56′ 38,8″ N, 0° 59′ 54,2″ E | Les Eyzies-de-Tayac-Sireuil                 |
| Grotte de Font-de-Gaume                                        | nombre de visiteurs limité           | 44° 56′ 13,2″ N, 1° 01′ 35,6″ E | Les Eyzies-de-Tayac-Sireuil                 |
| Grotte de la Mouthe                                            | site fermé                           | 44° 55′ 28,9″ N, 1° 01′ 14,1″ E | Les Eyzies-de-Tayac-Sireuil                 |
| Grotte des Combarelles                                         | nombre de visiteurs limité           | 44° 56′ 36,8″ N, 1° 02′ 31,6″ E | Les Eyzies-de-Tayac-Sireuil                 |
| Abri de Cap Blanc                                              | nombre de visiteurs limité           | 44° 56′ 44,3″ N, 1° 05′ 50,6″ E | Marquay (sur la Beune)                      |
| Grotte de Lascaux                                              | site fermé                           | 45° 03′ 13,3″ N, 1° 10′ 12″ E   | Montignac-Lascaux (sur Vézère)              |
| Grotte de Rouffignac ou Cro-de-Granville ou Grotte de Miremont | nombre de visiteurs limité           | 45° 00′ 31,7″ N, 0° 59′ 15,5″ E | Rouffignac-Saint-Cernin-de-Reilhac          |
| Grotte de Saint-Cirq ou Grotte du Sorcier                      | nombre de visiteurs limité           | 44° 55′ 33,9″ N, 0° 58′ 02,9″ E | Saint-Cirq (du Bugue)                       |
| Gisements                                                      |                                      |                                 |                                             |
| Abri de Cro-Magnon                                             | site libre d'accès                   | 44° 56′ 25,6″ N, 1° 00′ 34,6″ E | Les Eyzies-de-Tayac-Sireuil                 |
| La Micoque                                                     | visite sur RDV                       | 44° 57′ 27,6″ N, 1° 00′ 23,5″ E | Les Eyzies-de-Tayac-Sireuil                 |
| Laugerie-Basse                                                 | ouvert à la visite fouilles en cours | 44° 57′ 03,8″ N, 0° 59′ 57,5″ E | Les Eyzies-de-Tayac-Sireuil                 |
| Laugerie-Haute                                                 | visite sur RDV                       | 44° 57′ 11,8″ N, 1° 00′ 12,3″ E | Les Eyzies-de-Tayac-Sireuil                 |
| Grotte du Grand Roc                                            | ouvert à la visite                   | 44° 56′ 58,2″ N, 0° 59′ 54″ E   | Les Eyzies-de-Tayac-Sireuil                 |
| Les deux abris du Moustier                                     | visite sur RDV                       | 44° 59′ 39,6″ N, 1° 03′ 35,5″ E | Saint-Léon-sur-Vézère et Peyzac-le-Moustier |
| Abri de la Madeleine                                           | site non accessible accès dangereux  | 44° 58′ 01,3″ N, 1° 02′ 11,1″ E | Tursac                                      |

### Autres sites inclus dans la liste, souvent inscrits aussi auxMonuments nationaux
D'autres sites sont « nommés » - mais non « inscrits » par l'UNESCO, dans les communes de :
- Les Eyzies-de-Tayac (dont l'abri Pataud, la grotte de Bernifal) ;
- Le Bugue (dont la grotte de Bara-Bahau) ;
- Marquay (dont l'abri de La Grèze avec un bison sculpté en bas-relief, l'abri de Laussel avec des figures humaines en bas-relief (gisement d'origine de la vénus de Laussel dite « vénus à la corne »), les abris du Masnègre (Périgordien), du Pigeonnier, de Cacaro, Pageyrol, du Bout-du-Monde et la grotte de Puymartin) ;
- Montignac-Lascaux sur Vézère (dont la grotte du Regourdou où l'on a trouvé des vestiges de néandertaliens et d'ours, et le gisement préhistorique de La Balutie) ;
- Manaurie-Rouffignac (dont la grotte de Veyssou et ses gravures pariétales) ;
- Peyzac-le-Moustier, la Roque Saint-Christophe ;
- Savignac-de-Miremont, gisement de La Ferrassie ;
- Saint-Cirq du Bugue ;
- Saint-Léon-sur-Vézère (dont les sites de Sous-le-Roc, de La Rochette, La Tuilière) ;
- Castel Merle, sur la commune de Sergeac : abri Reverdit avec sculptures, abri du Four, Labattut, La Souquette, Roc d'acier, abri Castanet et abri Blanchard (peintures et parures aurignaciennes, fouilles en cours) ;
- Tursac (dont les gisements préhistoriques de Liveyre, l’abri Cellier, l'abri de la Forêt, l'abri du Ruth, la Roque Barbel, l'abri de la Maison forte de Reignac, l'abri du Facteur, les abris de Langle, de Villepin, du Boulou).

## Extrait de la justification d’inscription
« Certains des ensembles figurés des grottes de la Vézère sont mondialement connus en tant que chef d’œuvre de l’art préhistorique : la « Vénus de Laussel » et la « Frise des chevaux » en haut-relief du Cap Blanc (Marquay), et surtout les fameuses peintures pariétales de la grotte de Lascaux (Montignac-Lascaux) dont la découverte, en 1940, a marqué une date dans l’histoire de l’art préhistorique : des scènes de chasse habilement composées, mettent en œuvre une centaine environ de figures animales, étonnantes par la précision de l’observation, la richesse des coloris et la vivacité du rendu.

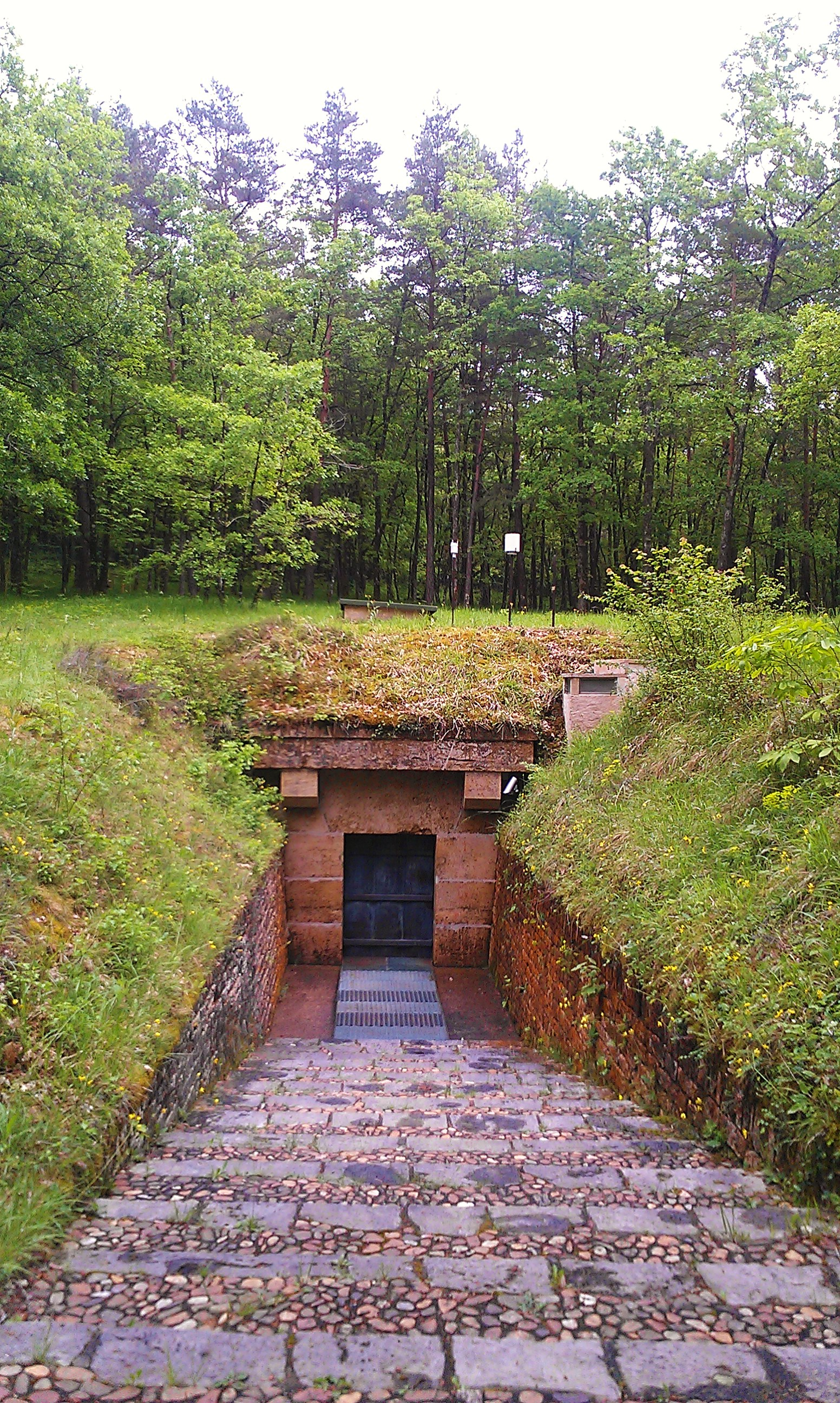
Entrée de la grotte de Lascaux, Montignac-Lascaux.

Les objets et les œuvres d’art repérés dans la vallée de la Vézère sont les témoins extrêmement rares de civilisations depuis longtemps disparues, très difficiles à appréhender. Ce matériel, infiniment précieux pour la connaissance des périodes les plus reculées de l’histoire des hommes, est bien antérieur à l’Antiquité proprement dite, remontant jusqu’à la période paléolithique. Il présente un intérêt universel, aussi exceptionnel sur le plan historique que d’un point de vue ethnologique, anthropologique ou esthétique. »

## Visites
Certains de ces sites sont fermés au public, comme la grotte de Lascaux. Cependant, plus de la moitié sont encore ouverts aux visites. Par ailleurs, des reproductions ont été réalisées (Lascaux II et Lascaux IV) pour permettre au public de découvrir ce patrimoine exceptionnel.
Certains sites sont gérés par le centre des monuments nationaux qui organise des visites guidées :
- l'abri de Cap Blanc ;
- l'abri du Moustier ;
- l'abri du Poisson ;
- la grotte des Combarelles ;
- la grotte de Font-de-Gaume
- le gisement de La Micoque ;
- le gisement de La Ferrassie.